# Медаль «Генерал армии Комаровский»
Меда́ль «Генера́л а́рмии Комаро́вский» — ведомственная медаль Министерства обороны Российской Федерации, учреждённая приказом Министра обороны Российской Федерации № 175 от 2 мая 2006 года. Носит имя генерала армии Александра Николаевича Комаровского, заместителя министра обороны СССР, руководителя строительства ряда важнейших оборонных объектов государства.

## Правила награждения
Согласно Положению, медалью «Генерал армии Комаровский» награждаются:
- военнослужащие, проходящие военную службу по контракту, за безупречную службу в Службе расквартирования и обустройства Министерства обороны Российской Федерации, воинских частях и организациях расквартирования и обустройства войск в течение 10 лет и более в календарном исчислении;
- военнослужащие, проходящие военную службу в Службе расквартирования и обустройства, воинских частях и организациях расквартирования и обустройства войск, за мужество и отвагу, проявленные при выполнении воинского долга и специальных задач;
- лица гражданского персонала Вооружённых Сил, проработавшие в Службе расквартирования и обустройства, воинских частях и организациях расквартирования и обустройства войск 15 лет и более в календарном исчислении, ветераны военной службы за большой личный вклад в развитие военно-строительного комплекса, организацию расквартирования и обустройства войск, а также другие лица, оказывающие содействие в решении задач, возложенных на Службу расквартирования и обустройства, воинские части и организации расквартирования и обустройства войск.

Награждение медалью производится приказом начальника Службы расквартирования и обустройства Министерства обороны Российской Федерации. Повторное награждение не производится.

## Правила ношения
Медаль носится в соответствии с Правилами ношения военной формы одежды военнослужащими Вооружённых Сил Российской Федерации и располагается после медали Министерства обороны Российской Федерации «За службу в подводных силах».

## Описание медали
Медаль изготавливается из металла серебристого цвета, имеет форму круга диаметром 32 мм с выпуклым бортиком с обеих сторон. На лицевой стороне медали: в центре — рельефное изображение портрета генерала армии А. Н. Комаровского; по кругу в нижней части — рельефная надпись: «ГЕНЕРАЛ АРМИИ КОМАРОВСКИЙ». На оборотной стороне медали рельефная надпись: в центре — в две строки: «Созидание, труд и оборона»; по кругу в верхней части — «МИНИСТЕРСТВО ОБОРОНЫ», в нижней части — «РОССИЙСКОЙ ФЕДЕРАЦИИ».
Медаль при помощи ушка и кольца соединяется с пятиугольной колодкой, обтянутой шёлковой муаровой лентой шириной 24 мм. С правого края ленты оранжевая полоса шириной 10 мм окаймлена чёрной полосой шириной 2 мм, левее — равновеликие красная и чёрная полосы.
Элементы медали символизируют:
- портрет генерала армии А. Н. Комаровского — выдающиеся заслуги в деле создания необходимых условий для обеспечения жизнедеятельности войск;
- оранжевая полоса ленты медали, окаймлённая чёрной полосой, — статус медали как ведомственной награды Министерства обороны Российской Федерации;
- красная и чёрная полосы ленты медали (традиционные цвета военных строителей) — предназначение медали для награждения военнослужащих, проходящих военную службу в органах военного управления, воинских частях и организациях расквартирования и обустройства войск.

## Дополнительные поощрения награждённым
- Согласно Федеральному закону РФ «О ветеранах» и принятым в его развитие подзаконным актам, лицам, награждённым до 20 июня 2008 года медалью «Генерал армии Комаровский», при наличии соответствующего трудового стажа или выслуги лет представляется право присвоения звания «ветеран труда»[1].